# Nikt nie rodzi się żołnierzem (film)
Nikt nie rodzi się żołnierzem (ros. Возмездие lub Солдатами не рождаются) – radziecki film wojenny z 1969 roku w reżyserii Aleksandra Stolpera poświęcony klęsce wojsk niemieckich pod Stalingradem, zrealizowany na podstawie powieści Konstantina Simonowa o tym samym tytule.